# 베스트애니메
베스트애니메(Best Anime)는 ㈜베스트에니메닷컴이 운영하던 만화와 애니메이션에 관련된 정보들 및 유료 VOD 서비스를 제공하는 사이트이다(www.bestanime.co.kr)

## 연혁
- 1999년 4월 1일 베스트애니메 설립
- 2000년 4월 25일 (주)베스트애니메닷컴 법인설립
- 2000년 5월 무료회원제 실시
- 2001년 3월 유료 애니메이션 VOD(애니극장) 실시
- 2001년 8월 프리미엄 서비스 실시
- 2001년 9월 일본 애니메이션 VOD판권계약 (日 TWA)
- 2002년 2월 온라인 만화전문 서점 서비스 실시 (코믹스톰)/온라인 만화방 서비스 실시 (코믹플러스 / N4 / 오픈아이)
- 2002년 4월 日 성인애니메이션 VOD판권계약 (日 TBS Service, TWA)
- 2003년 5월 대원디지털 만화및 애니메이션 VOD 서비스 제휴
- 2004년 1월 서울문화사 만화및 애니메이션 VOD 서비스 제휴
- 2002년 3월 애니키키 애니메이션 VOD 서비스 제휴
- 2004년 6월 창작애니메이션 ‘오니구모’제작
- 2005년 2월 블로그 서비스 오픈
- 2005년 5월 게임 서비스 오픈
- 2005년 5월 야설록 프로 서비스 제휴
- 2012년 2월 29일 ㈜베스트애니메닷컴 폐업

## 문제점

### 사이트 접속 문제
자바스크립트를 이용해서 유저 에이전트를 감지하여 인터넷 익스플로러 이외의 웹 브라우저를 이용한 접속을 막아 웹 호환성이 떨어진다. 또한 자주있는 서버 불안과 해킹, 일부정보 유실등의 서버 관리의 미흡도 문제이다. 그로 인해 여러번 홈페이지가 폐쇄된 적이 있었다. 게다가 사업자가 두번이나 변경되었고 수 많은 악성코드의 침입으로 인해 베스트애니메 사용자들은 모두 떠났다. 2012년 6월 1일부터 2012년 6월 19일까지는 사이트 자체가 완전히 폐쇄되었다가, 2012년 6월 20일부터는 '베스트애니메 서비스가 잠시 점검중입니다.'라는 글이 뜨지만, 접속은 불가능한 상태였다. 이후 한달이 훨씬 지난 2012년 7월 26일부터 다시 접속이 가능하게 되었으나 블로그, 쇼핑몰, BA광장은 여전히 접속이 불가능했으며, 며칠 뒤인 7월 30일부터는 쇼핑몰만 접속이 가능해졌지만 업데이트된 것은 없고 8월 10일부터는 블로그, BA광장도 접속이 가능해졌지만, 쇼핑몰과 마찬가지로 업데이트된 것은 없다. 이후 사이트를 새로 리뉴얼하고 개편하였으나 결국 2011년 10월을 마지막으로 더 이상 데이터베이스 업데이트는 되지 않았다.

### 데이터베이스 신뢰성 부족
초창기에는 작품소개, 줄거리, 캐릭터 등의 문서 자료가 없어서 회원참여코너가 생겨났고, 베스트애니메 회원이라면 누구나 회원참여코너를 통해서 해당작품의 작품소개, 줄거리, 캐릭터 입력이 가능하지만 관리자가 내용을 보고 승인하는 구조였다. 이렇게 데이터베이스 채우기에 참여한 회원은 소정의 BA캐시를 제공했는데, 이는 베스트애니메 데이터베이스의 허위 사실 유포로 신뢰성 결여를 부축이는 계기가 되었다.
회원참여코너 초창기에는 BA캐쉬를 노리는 회원, 자신의 정보가 올라오길 바라는 회원 등과 같이 몰상식한 회원들이 특정 작품에 대한 옹호 및 허위 정보를 올리고, 관리자 측에서 중간에 걸려내지 못한 채 그대로 승인하는 바람에 후에 베스트애니메 데이터베이스에 대한 신뢰성에 의문을 갖는 사람이 많았고, 이에 관한 신뢰성 문의가 폭발하자 나중에는 관리자가 직접 데이터베이스를 작성하기 시작함과 동시에 회원참여코너의 BA캐시 제공을 중단했다.

### 작품 등급에 따른 혼란
데이터베이스에 소개된 작품등급의 경우, 베스트애니메 관리자가 일방적으로 개인적인 판단하에 적용된 것인데 영상위원회의 작품등급과 별개임을 명시하지 않아서 큰 혼란이 있었다.